# 제3사단 (육상자위대)
제3사단(일본어: 第3師団 다이 산 시단[*])은 효고현 이타미시, 센조 주둔지에 사령부를 둔 육상자위대 중부 방면대 예하 사단이다.

## 역사
1950년 12월, 경찰예비대 "제3관구"(일본어: 第3管区 다이 니 칸구[*]) 총감부로서 창설했다. 1951년 1월 교토 부 우지 시로, 4월에는 이타미 시로 옮겨가 새로 창설된 제7보통과연대와 제63특과연대(1954년부로, 제3특과연대로 서수 변경)를 편성하였다.
1970년 3월 관구에서 갑종 사단으로 편제를 바꾸고 창설된 제45보통과연대를 예하 부대로 편성하였다. 1975년 8월 사단 음악대인 제3음악대를 창설하였다.
1994년 3월 을종 사단으로 개편하게 됨에 따라, 제45보통과연대와 제3대전차대가 해체되었다. 그리고 센조 주둔지의 제3설비대대는 오쿠보 주둔지로, 오쓰 주둔지의 제3후방지원연대는 센조 주둔지로 옮겨갔다.
2005년 6월 16일 사단 예하 제7보통과연대에 고마쓰 LAV 20대가 배치되었다. 2006년 3월 제3특과 연대를 대급 부대로 줄이고, CQB와 NBC 능력을 강화하기 위해 각 보통과연대에 저격반이 편성, 화학방호대를 특수무기방호대로 개편하면서 즉응 근대화 사단로 개편되었다.

## 편제
- 사단 사령부 - 센조 주둔지
- 제7보통과연대 - 후쿠치야마 주둔지
- 제36보통과연대 - 이타미 주둔지
- 제37보통과연대 - 시노다야마 주둔지
- 제3전차대대 - 이마즈 주둔지
- 제3정찰대 - 센조 주둔지
- 제3특과대 - 히메지 주둔지
- 제3고사특과대대 - 히메지 주둔지
- 제3비행대 - 야오 주둔지
- 제3설비대대 - 오쿠보 주둔지
- 제3후방지원연대 - 센조 주둔지
- 제3통신대대 - 센조 주둔지
- 제3특수무기방호대 - 센조 주둔지
- 제3음악대 - 센조 주둔지